# Aaron Douglas
Aaron Douglas (New Westminster, 23 de agosto de 1971) é um ator canadense, conhecido pela participação na série Hemlock Grove.
Participou como o Chief em Battlestar Galactica, 2004 ‧ Ficção científica ‧ 4 temporadas.